# Вощатин

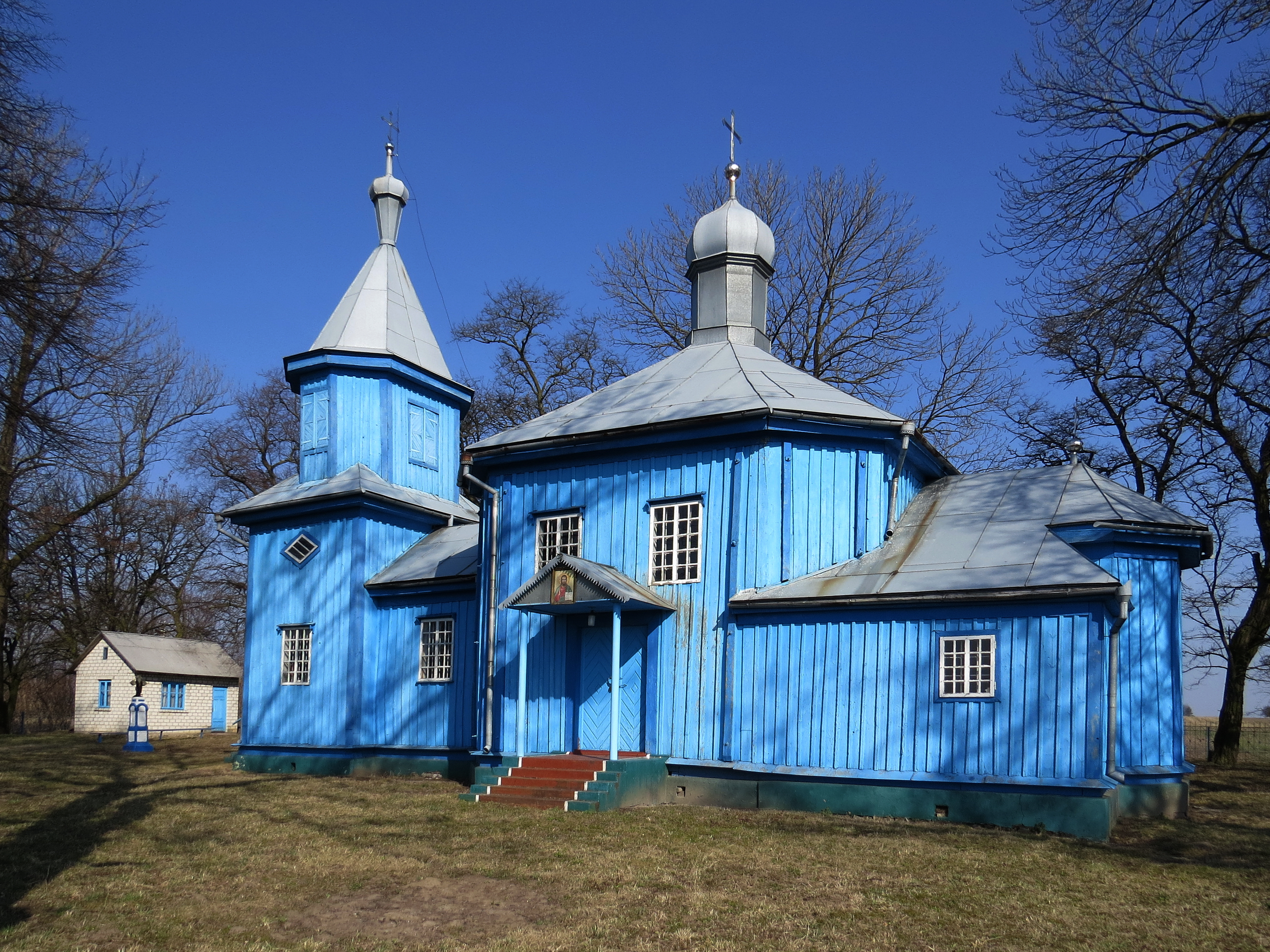
Петропавловская церковь

Вощатин (укр. Вощатин) — село в Владимир-Волынской городской общине Владимирского района Волынской области Украины.
Население по оценке 2025 года составляет 200 человек. Почтовый индекс — 44743. Телефонный код — 3342. Занимает площадь 0,6 км².